# Astra 1A
Az Astra–1A luxemburgi kommunikációs műhold. A SES Astra első műholdja.

## Küldetés
Feladata, hogy elősegítse a rádió- és televíziócsatornák kisméretű parabolaantennával történő analóg és digitális vételét.

## Jellemzői
A GE Astro Electronics gyártotta, a Société Européenne des Satellites-Astra (SES Astra), Európa első műhold üzemeltető magáncége üzemeltette. Társműholdja a Skynet–4B (Anglia).
Megnevezései:
- COSPAR: 1988-109B
- SATCAT kódja: 19687.

1988. december 11-én  a Guyana Űrközpontból, az ELA–2 jelű indítóállványról egy Ariane–4 (V27) hordozórakétával állították magas Föld körüli pálya (HEO = High-Earth Orbit). Az orbitális pályája 1464,3 perces, 11,33 fokos hajlásszögű, Geoszinkron pálya perigeuma 36 263 kilométer, az apogeuma 36 427 kilométer volt.
Induló tömege 1780 kilogramm. Szolgálati idejét 12 évre tervezték. Három tengelyesen stabilizált (Nap-Föld érzékeny) űreszköz. 16 televíziós csatorna adását biztosította Európa részére. Telemetriai szolgáltatását antennák segítik. Információ lejátszó KU-sávos, 16 transzponder biztosította Európa lefedettségét. 1989. január 7-én kezdte meg szolgálatát. Az űreszközhöz napelemeket rögzítettek (2800 W), éjszakai (földárnyék) energia ellátását újratölthető kémiai akkumulátorok biztosították (3x50 Ah). A stabilitás és a pályaelemek elősegítése érdekében (monopropilén hidrazin) gázfúvókákkal felszerelt.
2004 decemberében kikapcsolták.

## Csatornakiosztás

### 1991
| Csatorna | Adó                | Nyelv                       | Frekvencia   | Polaritás    | Képnorma     |
| -------- | ------------------ | --------------------------- | ------------ | ------------ | ------------ |
| 1        | Screensport        | angol/német/francia/holland | 11214,25 MHz | Horizontális | PAL          |
| 2        | RTL Plus           | német                       | 11229,00 MHz | Vertikális   | PAL          |
| 3        | Scansat TV3        | angol/norvég/svéd           | 11243,75 MHz | Horizontális | D2-MAC       |
| 4        | Eurosport          | angol/német/holland         | 11258,50 MHz | Vertikális   | PAL          |
| 5        | Lifestyle/TCC/JSTV | angol                       | 11273,25 MHz | Horizontális | PAL          |
| 6        | Sat1               | német                       | 11288,00 MHz | Vertikális   | PAL          |
| 7        | Scansat TV1000     | angol/norvég/svéd/dán       | 11302,75 MHz | Horizontális | D2-MAC       |
| 8        | Sky One            | angol                       | 11317,50 MHz | Vertikális   | PAL          |
| 9        | Teleclub           | német                       | 11332,25 MHz | Horizontális | PAL (kódolt) |
| 10       | 3sat               | német                       | 11347,00 MHz | Vertikális   | PAL          |
| 11       | Filmnet            | angol                       | 11361,75 MHz | Horizontális | PAL (kódolt) |
| 12       | Sky News           | angol                       | 11376,50 MHz | Vertikális   | PAL          |
| 13       | RTL 4              | holland                     | 11391,25 MHz | Horizontális | PAL (kódolt) |
| 14       | Pro7               | német                       | 11406,00 MHz | Vertikális   | PAL          |
| 15       | MTV Europe         | angol                       | 11420,75 MHz | Horizontális | PAL          |
| 16       | Sky Movies         | angol                       | 11435,50 MHz | Vertikális   | PAL (kódolt) |

## Külső hivatkozások
- Astra 1A/1B Frequencies 1991. YouTube
- SES Astra információs videó 1992. YouTube

| Elődje: Program kezdete | Astra-program 1986–2003 | Utódja: Astra 1B |